# Javaanse wrattenslang
De Javaanse wrattenslang (Acrochordus javanicus) is een waterminnende slang uit de familie wrattenslangen (Acrochordidae).

## Naam en indeling
De wetenschappelijke naam van de soort werd voor het eerst voorgesteld door Claës Fredric Hornstedt in 1787. Deze soort wordt ook wel wratslang of olifantslang genoemd, naar de Engelse naam.

## Uiterlijke kenmerken
De meeste aangetroffen exemplaren zijn onder de 2 meter, oudere vrouwtjes, die groter en forser zijn dan de mannetjes, kunnen nog langer worden. De Javaanse wrattenslang is eenvoudig te herkennen aan het zeer wrattige uiterlijk; er zitten talloze, onregelmatige bultachtige schubben, die elkaar niet overlappen. Deze grove huid dient waarschijnlijk om vissen, het voedsel van deze dieren, beter te kunnen vasthouden als ze worden vastgeklemd en opgegeten. Karakteristiek is ook de erg losse huid; het lijkt wel of de slang een extra zak over zich heeft getrokken. De kop is afgeplat en verbreed aan de voorzijde.
Deze soort is volledig aangepast aan het water en kan onder andere de neusgaten afsluiten met huidflapjes, en komt ook niet vaak op het land. Dit omdat de buik in tegenstelling tot andere slangen geen echte buikschubben heeft, de 'benen' van een slang. Ook is de slang niet erg snel op het land en is hier dus een makkelijke prooi voor vijanden als roofvogels.

## Levenswijze
Waarschijnlijk jaagt deze soort als een springveer; de staart zit gekruld om een tak en de slang hangt daar min of meer opgevouwen aan; als een prooi passeert, schiet de slang naar voren en weer terug, de vis tussen de kaken. Deze soort is niet giftig en heeft zelfs geen giftanden. Dit dier kan leven op een enkele maaltijd in de week en is niet erg actief. Het voedsel bestaat voornamelijk uit vis, maar ook amfibieën en kleine zoogdieren worden gegeten.
De Javaanse wrattenslang is bijzonder, omdat de soort eierlevendbarend is; na het leggen komen de jongen direct uit; de eierschaal is dan ook niet erg hard. Bovendien wordt vermoed dat de dieren parthenogeen zijn, wat erg uitzonderlijk is bij slangen. In 1979 werd door Magnusson bij een zeven jaar lang geïsoleerd vrouwelijk exemplaar een embryo aangetroffen. Toch is dat geen sluitend bewijs; bij sommige varanen kan het mannelijke sperma ook jarenlang worden opgeslagen bij de vrouwtjes, hierbij is echter geen sprake van maagdelijke voortplanting.

## Verspreiding en habitat
De habitat bestaat uit
tropische en subtropische bossen
De Javaanse wrattenslang komt voor in delen van Azië en leeft in de landen Indonesië, Cambodja, Thailand, Vietnam, mogelijk in Maleisië, Nieuw-Guinea en Singapore Zuidoost-Azië en Nieuw-Guinea. De habitat bestaat uit allerlei wateren zoals wetlands, moerassen, rivieren, meren en grote vennen.

## Beschermingsstatus
Door de internationale natuurbeschermingsorganisatie IUCN is de beschermingsstatus 'veilig' toegewezen (Least Concern of LC).